# Harald Hansen (Jurist)
Harald Hansen (*  14. März 1882; † 4. April 1940) war ein deutscher Rechtsanwalt.

## Leben
Harald Hansen war als Rechtsanwalt am Reichsgericht auf Befürwortung der zuständigen Stellen der Freien Hansestadt Lübeck vom 9. Januar 1919 bis zum 1. oder 8. Dezember 1939 in Singularzulassung tätig. In Leipzig hatte er in den 30er Jahren freundschaftlichen Kontakt unter anderem mit dem jüdischen Hochschullehrer Erwin Jacobi und dem Historiker Karl Buchheim; das Ehepaar Hansen hielt sein Leipziger Privathaus für Verfolgte offen. Hansen gab seine Zulassung zur Anwaltschaft 1939  aus Gesundheitsgründen zurück.
Harald Hansen war seit 1926 mit Dora geb. May, geb. 18. April 1884 in Hamburg, (nach nationalsozialistischer Diktion in einer Mischehe) verheiratet. Seine Witwe Dora Hansen wurde am 21. Januar 1942, einen Tag nach der Wannseekonferenz, in das Ghetto Riga deportiert und dort im Juli 1944 gemeinsam mit 300 weiteren Mithäftlingen erschossen. Ihr Tagbuch aus der Lagerzeit blieb erhalten und wurde auszugsweise von Gerda Gottschalk 1991 unter dem Titel Der letzte Weg veröffentlicht. Hansen war ein Vetter des Malers Sophus Hansen, der zeitweilig sein Hamburger Haus am Süllberg in Hamburg-Blankenese bewohnte.